# Szubada
Szubada (ros. Шубада) – wieś w Rosji, w Dagestanie, w rejonie gunibskim. W 2010 liczyła 2 mieszkańców, głównie Awarów.